# Launaguet
 Launaguet  là một xã thuộc tỉnh Haute-Garonne trong vùng Occitanie tây nam nước Pháp. Xã này nằm ở khu vực có độ cao trung bình 135 mét trên mực nước biển.

## Di tích

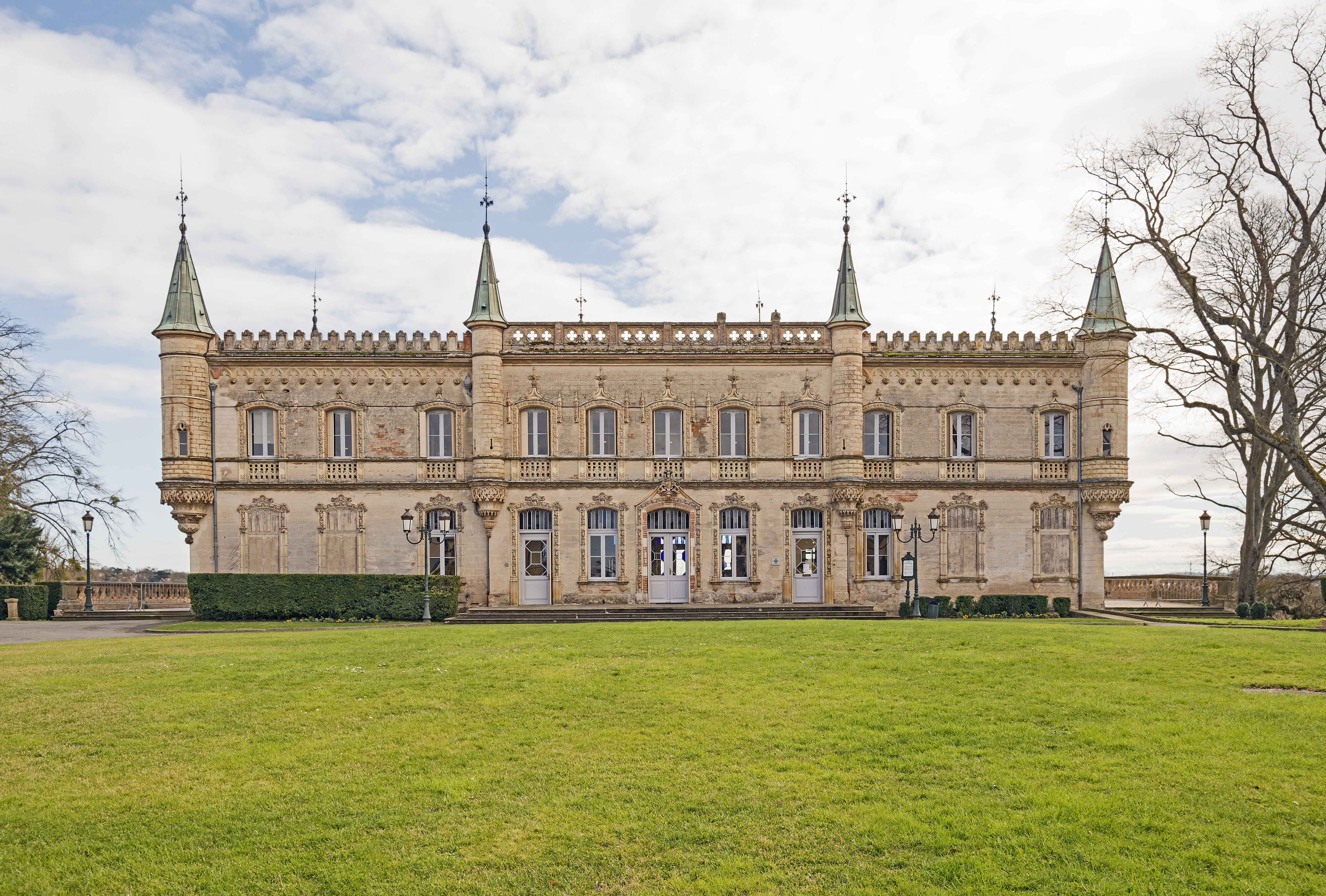
Lâu đài-mặt tiền.
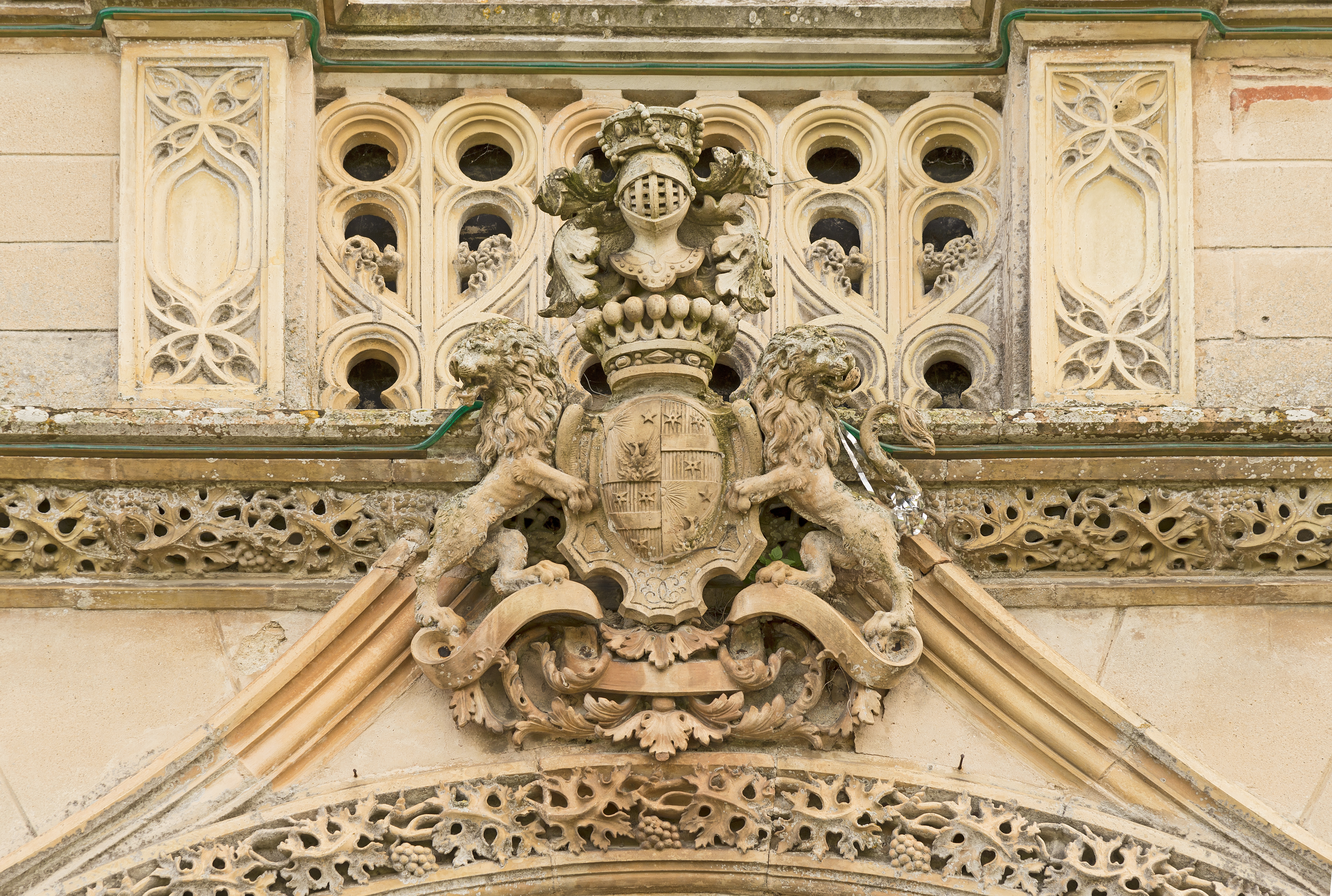
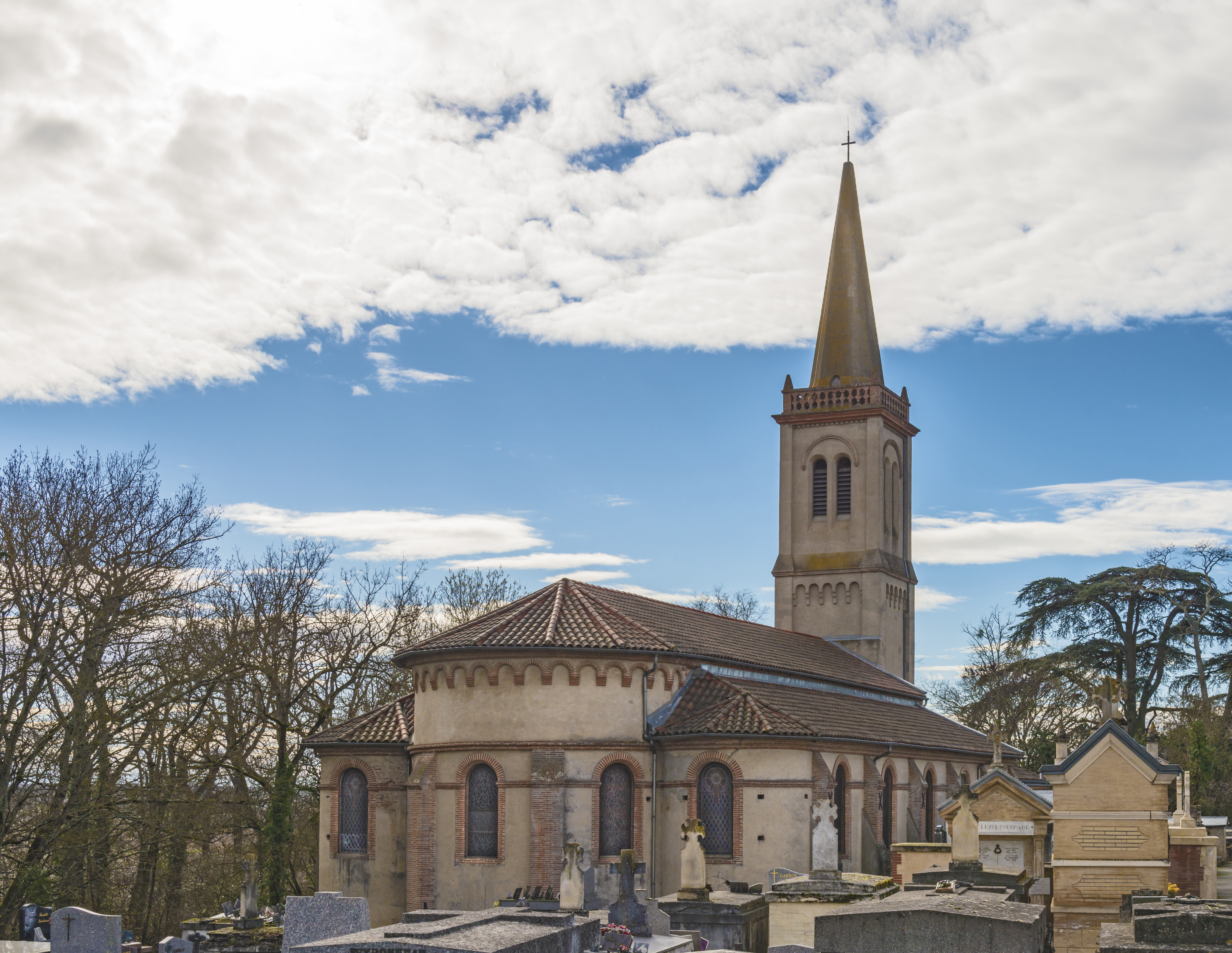
Nhà thờ "Saint Barthélemy" - Các apse.
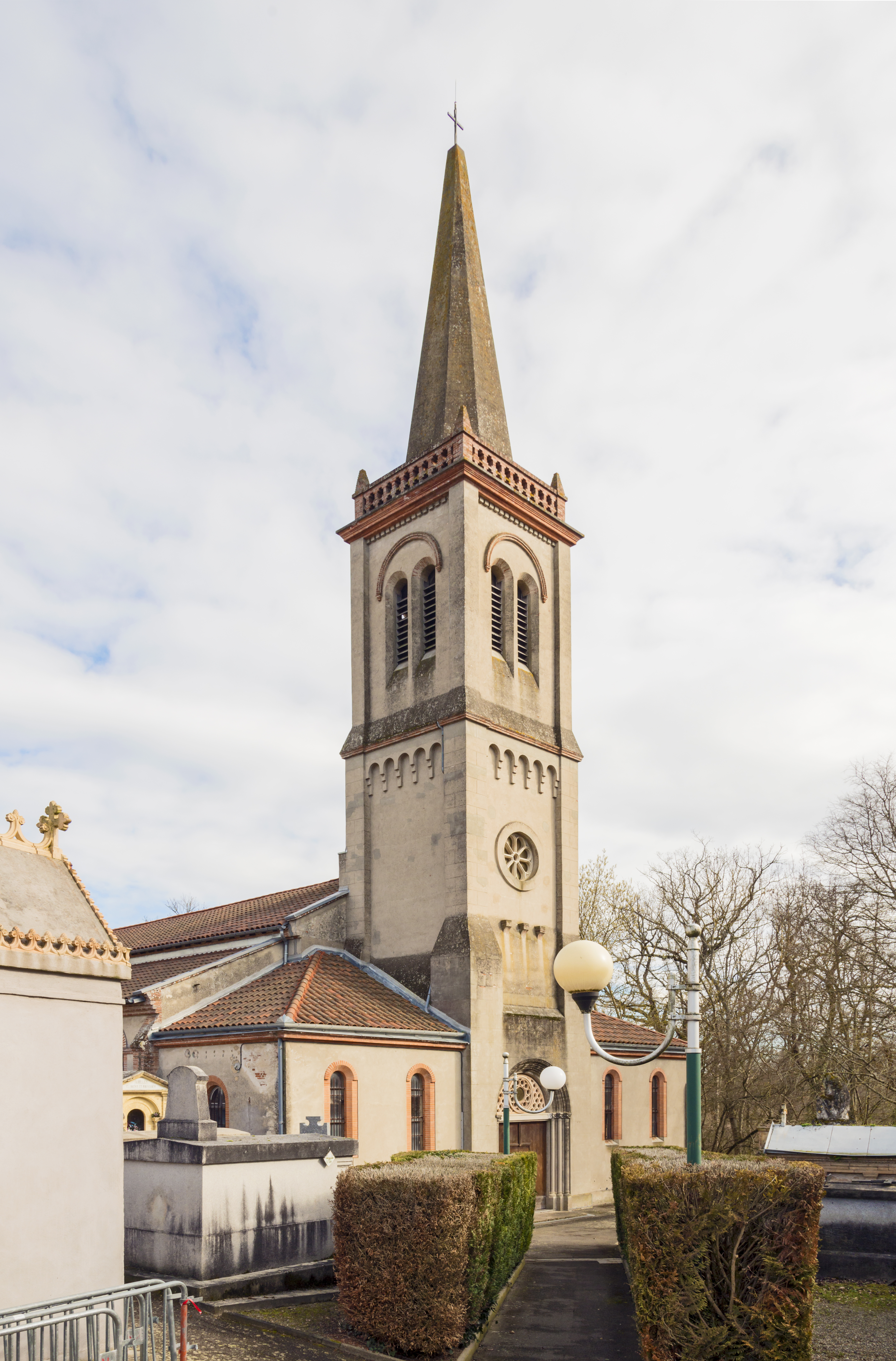
Tháp chuông.